# Carlos Lacerda
Pour les articles homonymes, voir Lacerda.
Carlos Frederico Werneck de Lacerda (né à Vassouras, Brésil, le 30 avril 1914 – décédé à Rio de Janeiro, le 21 mai 1977) est un écrivain et homme politique brésilien. Il fut membre de l’Union démocratique nationale (UDN, droite), député fédéral (1947-55) et gouverneur de l’État de Guanabara (1960-65). Il fonda en 1949 le journal Tribuna da Imprensa (pt) et en resta propriétaire de nombreuses années.

## Origines
Fils de Maurício Paiva de Lacerda (pt) (1888–1959), homme politique, tribun et écrivain, et de Olga Caminhoá Werneck (1892–1979), il était par son père le petit-fils du ministre Sebastião Eurico Gonçalves de Lacerda. Par sa mère, il était l’arrière-petit-fils du botaniste Joaquim Monteiro Caminhoá et descendant direct de la baronne et du baron do Ribeirão. Ses parents étaient cousins et descendants en lignes éloignées de Francisco Rodrigues Alves, né dans les Açores et le premier détenteur de concessions terriennes (sesmarias) de la ville de Vassouras.

## Carlos Lacerda et le communisme
Carlos Lacerda naquit dans une famille sympathisante du socialisme. En effet, son premier prénom, Carlos serait la traduction de Karl, comme Karl Marx et le deuxième, Frederico, comme Friedrich Engels. En tout cas, après la fondation du Parti communiste brésilien en 1922, la fratrie de son père se fit remarquer en tant que communiste. Si son père, Mauricio Paiva de Lacerda, et son oncle paternel, Paulo de Lacerda, devinrent simplement membres du Comité Central du Parti, c’est surtout son autre oncle paternel, Fernando Paiva de Lacerda (pt) qui y joua un rôle essentiel comme secrétaire-général au début de la décennie 1930.
En 1929, lorsque Carlos Lacerda commença ses études à la Faculté de droit de l'université fédérale de Rio de Janeiro, il s’y distingua comme redoutable orateur communiste. Il abandonna ses études en 1932, avant la fin, en raison de ses intenses activités politiques. Mais il rompit avec le communisme en 1939, considérant que cette doctrine conduirait à une dictature encore plus dangereuse que les autres car beaucoup plus organisée et, de ce fait, beaucoup plus difficile à renverser. Orateur et écrivain, il deviendra désormais l’un des plus importants porte-paroles des idéologies de droite du pays.

## L’anti-Getúlio
Ennemi politique de Getúlio Vargas, président-dictateur du Brésil jusqu'à 1954, Carlos Lacerda fut le grand coordinateur de l’opposition à Getúlio pendant la campagne présidentielle de 1950 puis pendant tout le mandat constitutionnel du président, soit jusqu’à août 1954. Pour renverser le président Vargas, il s’unit aux capitalistes étrangers, aux militaires favorables à un coup d’État et à l’UDN. Son arme : la publications de diatribes contre le président dans son journal, la Tribuna da Imprensa.
En tant que l’un des plus féroces critiques du second gouvernement de Getúlio Vargas, Lacerda fut victime d’un attentat le 5 août 1954, dans lequel mourut le commandant de l’Aéronautique Rubens Florentino Vaz, membre d’un groupe de jeunes officiers responsables de sa protection. Dès le 5 août 1954 au matin, Lacerda faisait part de ses soupçons, à travers des dénonciations répétées dans son journal, la Tribuna da Imprensa, quant à la complicité criminelle du palais du Catete, le siège de l’exécutif brésilien jusqu'à 1960. Avec la création, à la demande de Vargas, d’un IPM (Inquérito Policial Militar, Enquête Policière Militaire), connue sous le surnom de « République du Galion », et une fois faite la preuve de l’implication de membres de la Garde Personnelle du Président dans l’attentat, Lacerda intensifia ses attaques, exigeant la démission du président Getúlio Vargas.
Dix-neuf jours après l’attentat, le 24 août 1954, Getúlio Vargas se suicida, laissant une lettre-testament dans laquelle il relatait les difficultés par lesquelles était passé son gouvernement. Carlos Lacerda et une partie de son groupe durent quitter le pays, craignant la réaction populaire engendrée par la mort de Getúlio. Des milliers de révoltés descendirent dans les rues et s’en prirent au journal dont Lacerda était propriétaire.

## Lacerda et l’investiture de Juscelino
En 1955, Lacerda participa à une autre tentative de coup d’État. Il s’unit aux militaires et à la droite (UDN) pour empêcher l’élection et l’investiture du président libéral Juscelino Kubitschek et de son vice-président travailliste, João Goulart.
Les manœuvres conspiratives commencèrent dès la période électorale, avec l’affaire de la Lettre Brandi, une fausse information propagée par les opposants à Kubitschek au sein du journal de Lacerda qui impliquait Goulart dans un trafic d’armes entre l’Argentine et le Brésil. Après l’élection de Juscelino, le président intérimaire Carlos Luz, allié aux militaires et à Carlos Lacerda, ourdirent un nouveau coup, mais ils furent défaits par le Général Teixeira Lott qui appartenait à l’aile légaliste de l’Armée. Durant des années, l’épisode fut appelé "coup de Lott", principalement sous l’influence des médias conservateurs. 
Vaincu dans sa tentative de putsch, Lacerda partit pour un bref exil à Cuba, qui était toujours, à cette époque, une dictature conservatrice aux mains du Général Fulgencio Batista.
Il revint ensuite pour reprendre sa carrière de député et la direction de l’opposition à Juscelino Kubitschek, focalisant ses attaques, entre autres, sur la construction de Brasília.
Juscelino n’autorisa jamais Carlos Lacerda à prendre la parole à la télévision.

## La chute de Quadros puis de Goulart
En 1961, Lacerda prononça un discours télévisé qui attaquait le nouveau Président Jânio Quadros, son ancien allié, et aboutit à la démission de ce dernier le 25 août.
Son bilan comme gouverneur de l’ancien État de Guanabara (1960-65) comprend d’importantes réalisations : des tunnels essentiels pour le transit des véhicules entre la zone Nord et la zone Sud de Rio de Janeiro, comme celui de Santa Bárbara et de Rebouças ; une station de traitement des eaux usées et tout le système de Guandu, une grande partie du parc Aterro do Flamengo et d’innombrables établissements d’enseignement construits tandis que l’on déplaçait une partie de la population pauvre des favelas de la zone Sud dans des ensembles d’habitats neufs plus éloignés. Cette politique répondit au surgissement de la Cité de Dieu, favela du quartier de Jacarepaguá, et à l’augmentation de la population de Rocinha (zone Sud). Son maître d’œuvre fut l’éminent ingénieur civil et sanitaire Enaldo Cravo Peixoto.
Lacerda fut accusé d’avoir joué un rôle dans le scandale des mendiants assassinés et jetés dans le fleuve Guarda (un affluent du Guandu), mais Lacerda renvoya le secrétaire d’État de la sécurité et rien ne fut prouvé. 
Politiquement, il fut toujours un grand adversaire de Getúlio Vargas, du PTB (Parti travailliste brésilien) et du communisme.
Il fut l’un des leaders civils du coup militaire de 1964, mais se retourna contre les partisans de la Révolution en 1966, à cause de la prorogation du mandat du président Humberto de Alencar Castelo Branco. En effet, il projetait de présenter sa candidature à la Présidence en 1965 et d’affronter Juscelino.

## La désillusion de 1964 et la rupture avec Castelo Branco
À la suite de sa rupture avec Castelo Branco, Lacerda dirigea le Front Large, mouvement politique dans lequel figuraient aussi João Goulart et Juscelino Kubitschek. Il fut interdit en 1968 par le régime militaire.
En 1965, Lacerda fonda une maison d'édition, Nova Frontera, qui publia d’importants auteurs nationaux ou étrangers, dont le célèbre dictionnaire Aurélio de 1975 à 2004. Lacerda écrivit de nombreux livres, dont "O Caminho da Liberdade" (1957), "O Poder das Idéias" (1963), "Brasil entre a Verdade e a Mentira" (1965), "Paixão e Ciúme" (1966), "Crítica e Autocrítica" (1966), "A Casa do meu avô; pensamento, palavras e obras" (1977), "Depoimento" (1978) e "Discursos Parlamentares" (1982). Ces deux dernières œuvres furent publiées après sa mort, qui survint le 21 mai 1977, alors que Lacerda était âgé de 63 ans. Il avait épousé Leticia Abruzzini (1917-1990).

## La représentation de Carlos Lacerda sur les écrans
Le personnage de Carlos Lacerda fut représenté à la télévision et au cinéma. Il fut interprété par José de Abreu dans la mini-série JK (en) (2006), par Marcos Palmeira dans le film Bela Noite Para Voar (pt) (2009) et par Alexandre Borges (en) dans le film Getúlio (2014).

## Héritiers politiques
Le nom de Carlos Lacerda a été utilisé par son petit-neveu, Márcio Lacerda, de se faire connaître comme un bien public, en l'utilisant pour se faire connaître en politique, comme ils ont grandi forces laissées après la dictature, ce qui empêche l'association du nom de son grand-oncle au conservatisme[pas clair].